# Wappen der finnischen Region Mittelösterbotten
Wappen der finnischen Region Mittelösterbotten

Diese Seite zeigt Wappen der finnischen Städte und Gemeinden  der Region von Mittelösterbotten.

## Städte und Gemeinden

Mittelösterbotten
Halsua
Himanka
Kannus
Kaustinen
Kokkola
Kälviä
Lestijärvi
Lohtaja
Perho
Toholampi
Ullava
Veteli

- Mittelösterbotten[1]
- Halsua[2]
- Himanka[3]
- Kannus[4]
- Kaustinen[5]
- Kokkola[6]
- Kälviä[7]
- Lestijärvi[8]
- Lohtaja[9]
- Perho[10]
- Toholampi[11]
- Ullava[12]
- Veteli[13]

## Wappen aufgelöster und alte Gemeinden

Karleby
Öja

- Karleby[14]
- Öja[15]

## Wappenbeschreibung
1. ↑   In Blau ein rotbewehrter widersehender silberner Marder, über dem  balkenweise drei und unter ihm zwei silberne nagelgespitzte Tatzenkreuze sind. Auf den Schild ruht eine  flache Perlenkrone.
2. ↑  In Rot zwei nebeneinander stehenden silbernen finnischen Harfen
3. ↑   In Gold ein blaues Schiff mit Gaffelsegeln an je einem Mast  und einem Focksegel nach rechts fahrend
4. ↑  In Blau ein silberner ?? von zwei silbernen sechszackigen Sternen begleitet
5. ↑   In Gold eine nach links liegende goldene Violine von goldenen fußgespitzetn Tatzenkreuzen beseitet.
6. ↑  In Gold ein liegendes schwarzes Faß mit  drei roten Flammen  aus den Faßböden und Spundloch. Eine flache Perlenkrone liegt auf dem oberen Schildrand.
7. ↑   In Blau drei silberne Schilfhalme mit goldenem Samenkolben
8. ↑  In Silber ein pfahlrecht gestellter blauer Schwanz eines Auerhahnes.
9. ↑   In Blau eine gewellte Spitze mit einem roten zweistufigen gemauerten Schornstein aus dem rote Flammen züngeln.
10. ↑  In Schwarz ein goldener Schmetterling mit silbernem Tatzenstechkreuz zwischen den Fühlern.
11. ↑   In Silber ein schwarzer niedriger Sparren mit   fünf aufgesetzten Stücken aus denen rote Flammen lodern.
12. ↑   In Blau als Schragen gelegte silberne Skier.
13. ↑  In Silber eine goldene finnische siebensaitige Harfe auf einem blauen Pfahl
14. ↑   In Blau ein silberner goldbewehrter und gezungter Wolf (?) unter drei balkenweise gestellten goldenen Kronen
15. ↑  In Gold ein schwarzer Leuchtturm mit Silberlampe